# Кижеватов, Андрей Митрофанович
Андре́й Митрофа́нович Кижева́тов (18 [31] августа 1907, с. Селикса, Городищенский уезд, Пензенская губерния, Российская империя — 29 июня 1941, Брест, Белорусская ССР, СССР) — советский командир-пограничник, один из руководителей обороны Брестской крепости в годы Великой Отечественной войны, начальник 9-й пограничной заставы 17-го Брестского пограничного отряда войск Народного комиссариата внутренних дел СССР, Герой Советского Союза (1965), лейтенант.

## Биография

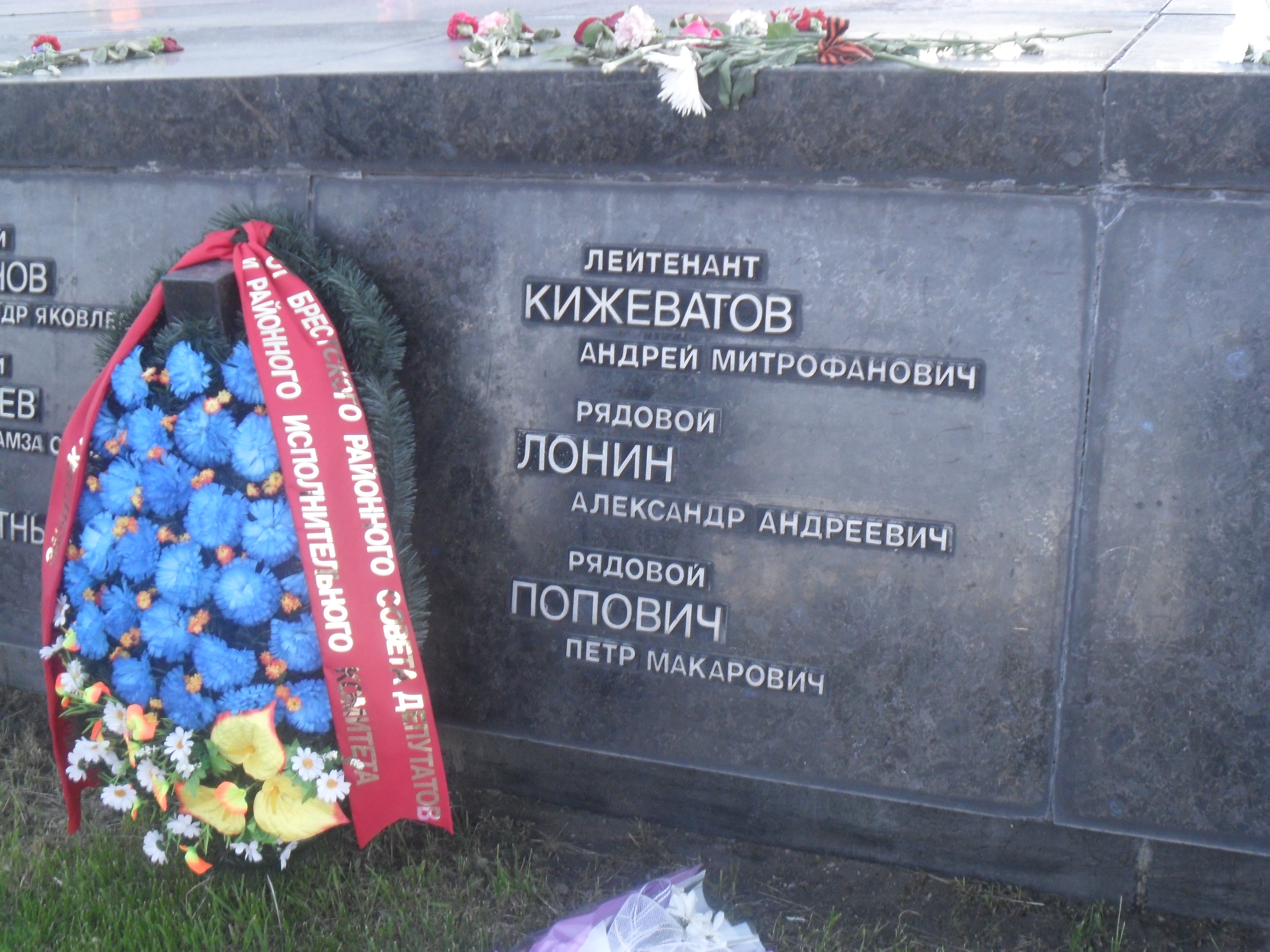
Табличка с именем Кижеватова на захоронениях участников обороны Брестской крепости на Площади церемониалов.

Андрей Кижеватов родился 18 (31) августа 1907 года в селе Селикса (ныне — село Кижеватово в Бессоновском районе, Пензенская область). Сын крестьянина-мокшанина
Служил в Красной Армии с 15 ноября 1929 года. Окончив школу младшего начсостава 7-го отдельного артиллерийского дивизиона, в 1930 году стал командиром орудия в отдельном конном дивизионе Белорусского пограничного округа. С ноября 1932 года находился на сверхсрочной службе, проходил службу на Куковицкой заставе Тимковичского погранотряда, дослужившись к маю 1938 года до должности помощника начальника пограничной заставы.
В 1939 году ему было присвоено звание «младший лейтенант», а в сентябре того же года он был назначен исполняющим обязанности начальника пограничной заставы в Бресте. 17 июля 1940 года был назначен начальником 9-й погранзаставы 17-го Брестского погранотряда, располагавшейся в Брестской крепости. 25 февраля 1941 года ему присвоено звание «лейтенант». Член ВКП(б) с 1939 года.
22 июня 1941 года лейтенант А. М. Кижеватов возглавил оборону заставы и был первый раз ранен. 23 июня, когда от здания заставы остались одни руины, со своими бойцами перешёл в подвалы находящейся рядом казармы 333-го стрелкового полка, где сражалась группа бойцов под командованием старшего лейтенанта А. Е. Потапова и лейтенанта А. Ф. Наганова. В последующие дни продолжал вместе с Потаповым руководить обороной казарм 333-го полка и Тереспольских ворот. 29 июня, когда боеприпасы были почти истрачены, было принято решение предпринять последнюю отчаянную попытку прорыва. Потапов возглавил группу прорыва, а 17 раненых бойцов во главе с уже тяжелораненым лейтенантом Кижеватовым остались для прикрытия в крепости. Лейтенант Кижеватов погиб в этом бою. Прорыв также окончился неудачей — большинство его участников погибло или было захвачено в плен.
Существует и другая версия последнего боя А. М. Кижеватова. В книге С. С. Смирнова «Брестская крепость» есть такие строки:
«… В первых числах июля старший лейтенант Потапов поручил Кижеватову с группой пограничников опасное и ответственное задание — подорвать понтонный мост через Буг, наведённый противником близ крепости. Они ушли, и до сих пор остаётся неизвестным, удалась ли им эта смелая диверсия. Остаются пока неизвестными и подробности гибели героя-пограничника».
Осенью 1942 года в деревне Великорита Малоритского района вся семья Кижеватова была расстреляна немцами: его мать Анастасия Ивановна (г.р. 1882), жена — Екатерина Ивановна Кижеватова (урожд. Милованова, г.р.1908), и дети — 15-летняя Аня (Нюра), 11-летний Ваня и двухлетняя Галя.
Андрею Митрофановичу Кижеватову в 1965 году посмертно было присвоено звание Героя Советского Союза.

## Награды и звания
- Медаль «Золотая Звезда» Героя Советского Союза
- Орден Ленина
- Почётный гражданин города Бреста

## Память

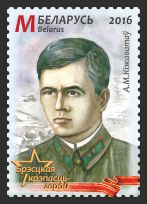
Почтовая марка Беларуси, посвящённая А. Кижеватову. 2016 г.

Бюст на аллее Героев в Бессоновке

- Именем Кижеватова названы следующие объекты:
  - одна из застав Краснознамённого пограничного отряда имени Ф. Э. Дзержинского (1958).
  - село Селикса, в котором родился Герой, переименовано в село Кижеватово (1963) (располагается в Бессоновском районе Пензенской области).
  - средняя школа в селе Кижеватово также названа именем земляка-героя (1963).
  - ГУО «Средняя школа № 206 имени А. М. Кижеватова г. Минска»[7].
  - улицы в Минске[8], Бресте и в Пензе.
  - имя Кижеватова и его дочери Нюры было присвоено двум судам Черноморского и Дунайского пароходства («Андрей Кижеватов», «Нюра Кижеватова»).
  - имя присвоено остановочному пункту транспорта общего пользования в городе Минске (2024), (бел. «Лейтэна́нта Кіжава́тава» (рус. «Лейтена́нта Кижева́това»)[9].

### Памятник, скульптура
- В родном селе (перед зданием школы) установлен памятник герою — бронзовый бюст на мраморном постаменте. Памятник А. М. Кижеватову является объектом культурного наследия регионального значения (Пензенская область).
- Бюст А. М. Кижеватова также установлен на Аллее Героев в селе Бессоновка Бессоновского района Пензенской области.
- В Бресте, в сквере защитников границы, установлен памятник.
- На 27-м километре Ковельского шоссе (Малоритский район) установлен обелиск с надписью: «Здесь покоится прах расстрелянной на территории Великоритского сельского Совета семьи Героя Советского Союза Андрея Митрофановича Кижеватова»[10].

### Иное
- Имя Кижеватова высечено на гранитной плите мемориального комплекса «Брестская крепость-герой» (1967).
- В средней школе имени А. М. Кижеватова в его родном селе Пензенской области действует мемориальный музей, посвящённый герою.
- В ГУО «Средняя школа № 206 имени А. М. Кижеватова г. Минска одна из экспозиций в школьном музее посвящена Герою. На здании школы установлена мемориальная доска.
- Тюмень. Клуб детского творчества имени Кижеватова «Кижеватовец».
- На аллее «Их именами названы улицы в Бресте» установлен его барельеф.

### В филателии и нумизматике
- В 2015 году выпущены в обращение конверты серии «Герои Советского Союза», посвящённые Кижеватову А.М., Гаврилову П. М., Пустельникову С.С., Усову В.М., Казакевичу Д.В.
- 22 июня 2016 года Белпочтой выпущена в обращение марка «А.М. Кижеватов»[11].

### В кинематографе
- 2010 — В фильме «Брестская крепость» (Россия — Беларусь) роль Андрея Кижеватова исполнил Андрей Мерзликин.
- 2010 — документально-игровой фильм Алексея Пивоварова «Брест. Крепостные герои» (НТВ)